# Mucking
Mucking – wieś w Anglii, w Esseksie, w dystrykcie (unitary authority) Thurrock. W 1931 wieś liczyła 498 mieszkańców. Mucking jest wspomniana w Domesday Book (1086) jako Muc(h)inga.